# Ruisseau de Candesoubre
Le ruisseau de Candesoubre est une rivière du sud de la France, dans les deux départements du Tarn et de l'Hérault. C'est un affluent du Thoré en rive gauche, sous-affluent du Tarn donc un sous-affluent de la Garonne.

## Géographie
De 16,2 km de longueur, le ruisseau de Candesoubre prend sa source commune de Ferrals-les-Montagnes département de l'Hérault et se jette dans le Thoré en rive gauche commune d'Albine département du Tarn.

### Département et villes traversées
- Hérault : Ferrals-les-Montagnes, Cassagnoles.
- Tarn : Sauveterre, Labastide-Rouairoux, Albine, Lacabarède.

## Principaux affluents
- Ruisseau de Veyriès : 2,1 km
- Ruisseau de Bounoneit : 2,5 km
- Ruisseau de la Bagasse de Granié : 2 km
- Ruisseau de Galinas : 4,7 km
- Ruisseau d'Enbarthe* Ruisseau de Galinas : 5,4 km